# ALSO Holding
Also Holding est un des fournisseurs de technologie leader sur le marché de l’Informatique et des télécoms, actuellement actif dans 28 pays européens et dans 143 pays au total via des partenaires PaaS. En 2021, le chiffre d’affaires de cette société basée en Suisse, qui emploie près de 4000 personnes, s'est élevé à 12,4 milliards d’euros. L’écosystème Also adresse environ 120 000 revendeurs de matériels, logiciels et services informatiques de plus de 700 fournisseurs dans plus de 1450 catégories produits. Dans l’esprit de l’économie circulaire, l’entreprise propose tous les services de la fourniture à la remise à neuf depuis une seule et même plateforme. Also a trois modèles commerciaux: La division Supply comprend la gamme transactionnelle de matériel et logiciel. La division Solution accompagne les clients dans le développement de solutions informatiques personnalisées. Les offres cloud basées sur les abonnements ainsi que les plateformes de cybersécurité, de virtualisation et d’IA sont au cœur de notre division Service.  